# Unione Sportiva Lecce 1963-1964
Questa voce raccoglie le informazioni riguardanti l'Unione Sportiva Lecce nelle competizioni ufficiali della stagione 1963-1964.

## Rosa
| N. |                   | Ruolo | Calciatore       |
| -- | ----------------- | ----- | ---------------- |
|    | Italia (bandiera) | P     | Attilio Trinelli |
|    | Italia (bandiera) | P     | Luigi Ferrari    |
|    | Italia (bandiera) | D     | Amerigo Bronzini |
|    | Italia (bandiera) | D     | Giovanni Remini  |
|    | Italia (bandiera) | D     | Piero Corsi      |
|    | Italia (bandiera) | D     | Dino Callegaro   |
|    | Italia (bandiera) | D     | Gino De Vitis    |
|    | Italia (bandiera) | C     | Flavio Frontali  |
|    | Italia (bandiera) | C     | Giorgio Bettini  |

| N. |                   | Ruolo | Calciatore           |
| -- | ----------------- | ----- | -------------------- |
|    | Italia (bandiera) | C     | Sergio Santelli      |
|    | Italia (bandiera) | C     | Luigi Trevisan       |
|    | Italia (bandiera) | C     | Mario Panigata       |
|    | Italia (bandiera) | A     | Giancarlo Ciabattari |
|    | Italia (bandiera) | A     | Francesco Janni      |
|    | Italia (bandiera) | A     | Corrado Teneggi      |
|    | Italia (bandiera) | A     | Mario Tribuzio       |
|    | Italia (bandiera) | A     | Ronchi               |

## Fonte
- WLecce.it.